# Kubbestolen
El pico Kubbestolen es un desnudo pico de roca que alcanza 2.070 m s. n. m., en el extremo noroeste de la sierra Vinten-Johansen en los montes Kurze o Holtedahlfjella, Tierra de la Reina Maud. Se hizo un mapa del mismo a partir de investigaciones y fotos aéreas por expedición antártica noruega (1956–60) y la llamaron Kubbestolen (la larga silla).
El primer ascenso se llevó a cabo en enero de 2000, por el checo Cestmir Lukes y la suiza Irene Oehninger